# 允禑
允禑（穆麟德轉寫：yūn u；1693年12月24日—1731年3月8日），原名胤禑，爱新觉罗氏，清朝康熙帝的第十五子。

## 生平
康熙三十二年（1693年）十一月廿八日，胤禑出生，生母為漢人王氏，當時僅冊為王嫔。
康熙三十九年时随皇帝出游塞外。康熙五十五年三月二十日，传旨：「十五阿哥身已成年、福晋已娶，尚未祭神求福。畅春园与大内同理。本月二十一日为吉日，因此从二十一日开始，到二十三日为止，来祭神求福。」
雍正四年，封為贝勒，派往景陵居住。雍正八年，胤禑被封为愉郡王。雍正九年（1731年）二月初一，胤禑病死，终年39岁。谥号恪，子5人。
乾隆元年（1736年）正月，乾隆帝即位後，除了特別給予五弟弘晝園莊房產一處、並送予允禑之第三子弘慶房一所，以此證明乾隆帝為皇子時期與允禑之子弘慶有較良好的關係。
乾隆元年（1736年）十一月，乾隆帝冊封皇祖四位太妃，允禑之生母王氏被立為順懿密太妃。

## 家庭
嫡福晋：瓜尔佳氏，家族出于苏完瓜尔佳氏，石文炳之女。其姐妹即是废太子允礽的福晋瓜尔佳氏。
側福晋：瓜爾佳氏，員外郎博色之女，生弘慶，其餘兒子早殤。
庶福晉：杜氏，護軍校五爾之女，生允禑第四子弘富。
兒子：第三子弘庆袭爵位，乾隆三十四年薨，谥曰：恭。弘庆之子永珔袭贝勒，之后子孙依例递降，以辅国公世袭。

## 延伸阅读
[在维基数据编辑]
 《清史稿/卷220》，出自趙爾巽《清史稿》